# Сучітра Сен
Рома Дасгупта, у шлюбі Сен, під псевдонімом Сучітра (*সুচিত্রা সেন, 6 квітня 1931 — 17 січня 2014) — індійська акторка Бенгальського кінематографа. Знялася у 57 фільмах мовами бенгалі та 3 — гінді. Перша індійська акторка, що отримала приз міжнародного кінофестивалю — Срібну премію III Московського міжнародного кінофестивалю 1963 року.

## Життєпис
Донька Карунамоя Дасгупти, шкільного директора, та Індіри Деві, домогосподарки. Народилася у селі Сен-Бханга-Барі поблизу міста Пабна в Бенгалії Британської Індії (тепер частина міста Пабна, Бангладеш). Отримала початкову освіту в Пабні. Згодом з родиною перебралася до Калькути. Після розділу Бенгалії між Індією та Пакистаном залишилася в Західній Бенгалії.
У 1947 році одружилася з сином багатого бенгальського промисловця Адінатом Сеном. Чоловік та тесть підтримували її бажання зніматися у кіно. Дебютувала у кіно в 1952 році — фільмі «Shesh Kothaay», взявши ім'я Сучітра. В подальшому переважно знімалася у мелодрамах, комедіях, фільмах про кохання.
З 1953 року знімалася з актором Уттамом Кумаром, з яким працювала в успішному тандемі протягом 20 років у 30 кінострічках. У 1955 році отримала нагороду найкращої акторки від премії Filmfare за роль у фільмі «Devdas». Невдовзі зорганізувала разом з Кумаром співочий дует, що став відомим виконанням пісень у своїх фільмах. 1963 року отримала міжнародну нагороду в Москві за фільм «Saptapadi».
Серед найбільш відомих її робіт — «Материнська любов» («Mamta»), «Син мимоволі», «Шлюбне коло». За перший фільм у 1967 році номінована на премію найкращої акторки від премії Filmfare. У 1970 році її чоловік загинув у м. Балтимор (США). Втім, Сен і далі знімалася у стрічках.
У 1972 році Сен отримала урядову нагороду Падма Шрі за значний внесок у розвиток мистецтва. 1976 році за роль у фільмі «Aandhi» отримала нагороду найкращої акторки від премії Filmfare. Цей фільм особливо вподобала прем'єр-міністерка Індіра Ганді.
У 1978 році Сучітра Сен раптово завершила акторську кар'єру і почала вести життя самітниці, перестала спілкуватися з будь-ким, крім близьких родичів. Протягом кількох десятків років вона не з'являлася на публіці й не фотографувалася. Згодом стала прихильницею Товариства Рамакрішни.
У 2005 році збиралися вручити найпрестижнішу премію в індійському кіно Дабасахеб Пхалке, проте Сучітра Сен відмовилася від неї, щоб не з'являтися на публіці. У 2012 році отримала Бангу Бібхушан — за акторські досягнення в кіномистецтві.
У грудні 2013 року була доставлена в лікарню з інфекцією дихальних шляхів. Стан продовжував погіршуватися, й 17 січня 2014 року Сучітра Сен померла. Поховано в Колкате під гарматні залпи.

## Родина
Чоловік — Дібанатх Сен, індійський промисловець.
Діти:
- Мун-Мун Сен (нар. 1954), акторка